# ليلك شائع
الليلك الشائع  أو  الليك (باللاتينية: Syringa vulgaris) نوع نباتي ينتمي إلى جنس الليلك من الفصيلة الزيتونية. ينمو طبيعياً في البلقان حيث ينمو على التلال الصخرية. يستخدم هذا النوع على نطاقٍ واسع كشجرة تزينية وقد توطّن في العديد من المناطق الأوروبية، كالمملكة المتحدة، فرنسا، ألمانيا وإيطاليا إلى جانب شمال أمريكا.

## وصف
الليلك الشائع شجيرة كبيرة أو شجرة متعددة السوق، متساقطة الأوراق تنمو إلى ارتفاع 6-7 م.

## الموئل والانتشار
موطنه البلقان ولكنه انتشر أيضًا في غرب أوروبا ووسطها.

## مرادفات للاسم العلمي
المرادفات للاسم العلمي كثيرة لهذا النبات بسبب تصانيف علمية سابقة ومتناقضة، ومنها:
- (باللاتينية: Liliacum vulgare (L.) Renault)
- (باللاتينية: Lilac caerulea (Jonst.) Lunell)
- (باللاتينية: Lilac cordatifolia Gilib., des. inval.)
- (باللاتينية: Lilac suaveolens Gilib., des. inval.)
- (باللاتينية: Liliacum album (Weston) Renault)
- (باللاتينية: Syringa alba (Weston) A. Dietr. ex Dippel)
- (باللاتينية: Syringa albiflora Opiz)
- (باللاتينية: Syringa amoena K. Koch)
- (باللاتينية: Syringa bicolor K. Koch)
- (باللاتينية: Syringa caerulea Jonst.)
- (باللاتينية: Syringa carlsruhensis K. Koch)
- (باللاتينية: Syringa cordifolia Stokes)
- (باللاتينية: Syringa latifolia Salisb.)
- (باللاتينية: Syringa lilac Garsault)
- (باللاتينية: Syringa marliensis K. Koch)
- (باللاتينية: Syringa nigricans K. Koch)
- (باللاتينية: Syringa notgeri K. Koch)
- (باللاتينية:  Syringa philemon K. Koch)
- (باللاتينية:  Syringa rhodopea Velen.)
- (باللاتينية: Syringa versaliensis K. Koch)
- (باللاتينية: Syringa virginalis K. Koch)